# «Сибирьтелеком-Локомотив» в сезоне 2010/2011
Сибирьтелеком-Локомотив в сезоне 2010—2011 — статистика выступлений и деятельность клуба в Суперлиге Чемпионата России по баскетболу среди мужчин в сезоне 2010—2011.

## Итоги прошедшего сезона (2009—2010)
По итогам сезона в Суперлиге «Б» команда «Сибирьтелеком-Локомотив» заняла 2-е место, но по финансовым соображениям было принято решение остаться в подэлитном дивизионе российского баскетбола. По окончании сезона болельщики в ходе интернет-голосования на официальном сайте «Сибирьтелеком-Локомотив» выбирали лучшего баскетболиста прошедшего сезона. Победителем стал Алексей Кирьянов (654 очка), на втором месте Андрей Кирдячкин (427 очков), а на третьем — Сергей Воротников (348 очков).

## Трансферная политика
После того как клуб урезал бюджет на 50 процентов была распущена первая команда.

### Ушли
| Поз.      | Игрок              | Новый клуб                        |
| --------- | ------------------ | --------------------------------- |
| Центровой | Алексей Кирьянов   | Университет-Югра                  |
|           | Алексей Самохин    | Каспий                            |
| Защитник  | Сергей Воротников  | Динамо-МГТУ (Майкоп)              |
| Центровой | Иван Савельев      | Нижний Новгород                   |
| Защитник  | Александр Корчагин | Спартак                           |
| Центровой | Павел Подкользин   | с 2011 года Металлург-Университет |
| Форвард   | Владимир Пронин    |                                   |
| Форвард   | Евгений Шатохин    | АлтайБаскет                       |

## Чемпионат России
После роспуска основной команды основу составили четверо воспитанников (Ключников, Кирдячкин, Куземкин и Жуков) из резервистов и баскетболисты Новосибирского государственного университета.

### 2010 год
| Дата     | Место проведения | Команда противника    | Счёт                                        | Отчёт  | Лучшие игроки* |
| -------- | ---------------- | --------------------- | ------------------------------------------- | ------ | --- |
| 02.10.10 | В гостях         | Рускон-Мордовия       | 61 : 66 (17:21,19:16,10:14,15:15)           | Ссылка | Очки Ключников 20, Куземкин 17, Кирьянов 7 Подборы Ключников 8, Жуков 6 Передачи Кирьянов 4, Жуков 2                                                      |
| 03.10.10 | В гостях         | Рускон-Мордовия       | 78 : 85 (23:21,14:7,13:25,21:18,7:14)       | Ссылка | Очки Ключников 30, Куземкин 23, Жуков 10 Подборы Куземкин 7, Плисов 6 Передачи Куземкин 3                                                                 |
| 06.10.10 | В гостях         | Союз                  | 67 : 78 (22:18,11:26,14:14,18:7,2:13)       | Ссылка | Очки Ключников 20, Куземкин 13, Кирьянов 8 Подборы Куземкин 10, Болотских 8 Передачи Куземкин 6                                                           |
| 07.10.10 | В гостях         | Союз                  | 66 : 65 (26:14,12:19,13:13,15:19)           | Ссылка | Очки Куземкин 33, Нестеров 11, Жуков 11 Подборы Куземкин 13, Жуков 8, Болотских 5 Передачи Ключников 3                                                    |
| 19.10.10 | Дома             | ТЕМП-СУМЗ             | 50 : 74 (14:13,17:19,15:19,4:23)            | Ссылка | Очки Ключников 18, Куземкин 12, Болотских 8 Подборы Нестеров 11, Болотских 7, Куземкин 4 Передачи Куземкин 6, Ключников 3                                 |
| 20.10.10 | Дома             | ТЕМП-СУМЗ             | 56 : 70 (16:14,12:23,22:11,6:22)            | Ссылка | Очки Куземкин 11, Ключников 7, Кирьянов 7, Болотских 7 Подборы Жуков 7, Нестеров 4, Болотских 4, Куземкин 4, Ключников 4 Передачи Куземкин 5, Ключников 4 |
| 23.10.10 | Дома             | Северсталь            | 64 : 77 (16:17,20:23,17:20,11:17)           | Ссылка | Очки Нестеров 18, Куземкин 17, Жуков 16 Подборы Кирьянов 6, Куземкин 6 Передачи Куземкин 4, Нестеров 3                                                    |
| 24.10.10 | Дома             | Северсталь            | 78 : 90 (14:21,26:21,16:13,15:16,7:19)      | Ссылка | Очки Ключников 30, Болотских 14, Куземкин 12 Подборы Болотских 11, Жуков 7, Куземкин 6 Передачи Ключников 6, Куземкин 3                                   |
| 09.11.10 | В гостях         | Урал                  | 65 : 78 (16:21, 16:19, 20:20, 13:18)        | Ссылка | Очки Куземкин 17, Кирдячкин 17, Нестеров 13 Подборы Кирдячкин 6, Болотских 5 Передачи Ключников 8, Куземкин 4                                             |
| 10.11.10 | В гостях         | Урал                  | 55 : 112 (15:32, 7:26, 19:24, 14:30)        | Ссылка | Очки Ключников 11, Плисов 11, Жуков 6 Подборы Швалов 4, Новиков 4, Ключников 4 Передачи Ключников 4, Новиков 3                                            |
| 13.11.10 | В гостях         | Металлург-Университет | 84 : 89 (25:17, 16:28, 17:13, 17:17, 9:14)  | Ссылка | Очки Ключников 21, Кирдячкин 14, Куземкин 11 Подборы Ключников 6, Кирдячкин 5, Куземкин 5 Передачи Ключников 8, Куземкин 4, Новиков 3                     |
| 14.11.10 | В гостях         | Металлург-Университет | 64 : 79 (15:20, 13:18, 21:21, 15:20)        | Ссылка | Очки Ключников 15, Кирдячкин 15, Куземкин 14 Подборы Жуков 15, Болотских 3, Куземкин 3 Передачи Ключников 4, Куземкин 4                                   |
| 04.12.10 | В гостях         | Университет-Югра      | 73 : 88 (24:22, 9:27, 20:18, 20:21)         | Ссылка | Очки Ключников 22, Кирдячкин 18, Куземкин 13 Подборы Нестеров 7, Кирдячкин 6, Куземкин 5 Передачи Ключников 4, Кирдячкин 2, Жуков 2                       |
| 05.12.10 | В гостях         | Университет-Югра      | 76 : 86 (9:23, 23:25, 25:21, 19:17)         | Ссылка | Очки Кирдячкин 22, Ключников 21, Нестеров 12 Подборы Жуков 9, Нестеров 7, Кирдячкин 6 Передачи Ключников 8, Кирдячкин 4, Кирьянов 4                       |
| 21.12.10 | Дома             | Спартак-Приморье      | 79 : 89 (20:24, 23:20, 19:25, 17:20)        | Ссылка | Очки Кирдячкин 25, Ключников 25, Куземкин 16 Подборы Куземкин 8, Кирдячкин 8, Жуков 6 Передачи Ключников 9, Куземкин 5                                    |
| 22.12.10 | Дома             | Спартак-Приморье      | 80 : 76 (25:17, 20:29, 14:14, 21:16)        | Ссылка | Очки Кирдячкин 20, Ключников 20, Жуков 13 Подборы Жуков 8, Нестеров 7, Кирдячкин 7 Передачи Ключников 6, Куземкин 6                                       |
| 25.12.10 | Дома             | Иркут                 | 91 : 90 (28:11, 21:20, 18:24, 13:25, 11:10) | Ссылка | Очки Куземкин 26, Ключников 20, Жуков 15 Подборы Кирдячкин 8, Нестеров 8 Передачи Куземкин 6, Ключников 5                                                 |
| 26.12.10 | Дома             | Иркут                 | 81 : 87 (20:24, 23:18, 18:26, 20:19)        | Ссылка | Очки Кирдячкин 33, Плисов 14, Ключников 9 Подборы Кирдячкин 7, Игонин 7 Передачи Ключников 9, Кирдячкин 4                                                 |

- указываются игроки Сибирьтелекома-Локомотива

### 2011 год
| Дата     | Место проведения | Команда противника    | Счёт                                  | Отчёт                       | Лучшие игроки* |
| -------- | ---------------- | --------------------- | ------------------------------------- | --------------------------- | --- |
| 29.01.11 | В гостях         | ТЕМП-СУМЗ             | 60 : 85 (21:23, 11:22, 5:24, 23:16)   | Ссылка (недоступная ссылка) | Очки Ключников 15, Алтунин 14, Куземкин 9 Подборы Алтунин 12, Куземкин 6, Нестеров 5 Передачи Ключников 4, Куземкин 3                     |
| 30.01.11 | В гостях         | ТЕМП-СУМЗ             | 75 : 92 (25:22, 21:21, 14:16, 15:33)  | Ссылка (недоступная ссылка) | Очки Ключников 18, Куземкин 17, Болотских 12 Подборы Куземкин 6, Игонин 6, Нестеров 4 Передачи Ключников 8                                |
| 02.02.11 | В гостях         | Северсталь            | 65 : 72 (15:12, 17:21, 12:19, 21:20)  | Ссылка                      | Очки Ключников 24, Куземкин 12, Нестеров 10 Подборы Болотских 6, Жуков 6, Нестеров 5 Передачи Новиков 3, Ключников 2, Куземкин 2          |
| 03.02.11 | В гостях         | Северсталь            | 64 : 83 (8:19, 17:22, 17:33, 22:9)    | Ссылка                      | Очки Куземкин 13, Ключников 11, Нестеров 10 Подборы Куземкин 6, Жуков 5, Алтунин 5 Передачи Жуков 2, Ключников 2, Куземкин 2              |
| 14.02.11 | Дома             | Рускон-Мордовия       | 67 : 77 (18:18, 17:24, 17:13, 15:22)  | Ссылка                      | Очки Ключников 20, Куземкин 13, Болотских 9 Подборы Алтунин 8, Куземкин 6, Нестеров 6 Передачи Куземкин 8, Нестеров 4, Ключников 4        |
| 15.02.11 | Дома             | Рускон-Мордовия       | 69 : 95 (22:31, 19:18, 10:21, 18:25)  | Ссылка                      | Очки Куземкин 18, Ключников 14, Болотских 9 Подборы Куземкин 5, Алтунин 4, Болотских 3 Передачи Ключников 7, Куземкин 3                   |
| 18.02.11 | Дома             | Союз                  | 96 : 78 (22:21, 22:20, 24:10, 28:27)  | Ссылка                      | Очки Ключников 28, Куземкин 26, Нестеров 13 Подборы Болотских 13, Кирьянов 7, Нестеров 5 Передачи Ключников 4, Куземкин 4, Кирьянов 4     |
| 19.02.11 | Дома             | Союз                  | 92 : 76 (24:17, 20:13, 26:14, 22:32)  | Ссылка                      | Очки Куземкин 23, Нестеров 23, Игонин 14 Подборы Болотских 13, Игонин 8, Нестеров 6 Передачи Ключников 9, Куземкин 6, Новиков 4           |
| 26.02.11 | В гостях         | Рязань                | 56 : 87 (13:20, 20:20, 17:23, 6:24)   | Ссылка                      | Очки Куземкин 24, Жуков 13 Подборы Жуков 7, Алтунин 6, Куземкин 5 Передачи Ключников 4                                                    |
| 27.02.11 | В гостях         | Рязань                | 73 : 86 (13:26, 18:16, 16:17, 26:27)  | Ссылка                      | Очки Куземкин 19, Ключников 16, Болотских 12 Подборы Болотских 8, Плисов 5, Алтунин 5 Передачи Куземкин 3, Ключников 2                    |
| 05.03.11 | Дома             | Урал                  | 65 : 70 (24:18, 11:25, 15:7, 15:20)   | Ссылка                      | Очки Игонин 24, Жуков 12, Ключников 9 Подборы Игонин 9, Жуков 6, Куземкин 5 Передачи Ключников 4, Куземкин 3                              |
| 06.03.11 | Дома             | Урал                  | 45 : 69 (12:19, 8:16, 17:20, 8:14)    | Ссылка                      | Очки Куземкин 17, Жуков 8 Подборы Жуков 8, Чередниченко 7, Куземкин 7 Передачи Кирьянов 2, Игонин 2                                       |
| 09.03.11 | Дома             | Металлург-Университет | 65 : 74 (17:18, 14:23, 19:19, 15:14)  | Ссылка                      | Очки Куземкин 24, Жуков 15, Игонин 12 Подборы Жуков 10, Игонин 6, Болотских 6 Передачи Кирьянов 5, Куземкин 4                             |
| 10.03.11 | Дома             | Металлург-Университет | 102 : 90 (31:18, 27:13, 15:24, 29:35) | Ссылка                      | Очки Куземкин 50, Болотских 17 Подборы Жуков 8, Болотских 5 Передачи Куземкин 8, Нестеров 5                                               |
| 17.03.11 | Дома             | Университет-Югра      | 70 : 97 (17:23, 20:31, 15:25, 18:18)  | Ссылка                      | Очки Куземкин 17, Нестеров 15 Подборы Жуков 10, Болотских 9, Нестеров 9 Передачи Куземкин 5, Кирьянов 3                                   |
| 18.03.11 | Дома             | Университет-Югра      | 80 : 94 (29:34, 19:21, 22:25, 10:14)  | Ссылка                      | Очки Нестеров 23, Игонин 19, Куземкин 17 Подборы Куземкин 14, Болотских 8, Нестеров 5 Передачи Куземкин 11, Кирьянов 3, Игонин 3          |
| 02.04.11 | В гостях         | Спартак-Приморье      | 51 : 86 (4:13, 17:16, 15:33, 15:24)   | Ссылка                      | Очки Куземкин 20, Кирьянов 8 Подборы Жуков 5 Передачи Плисов 2                                                                            |
| 03.04.11 | В гостях         | Спартак-Приморье      | 41 : 82 (12:17, 11:24, 11:18, 7:23)   | Ссылка                      | Очки Чередниченко 13, Игонин 12, Куземкин 7 Подборы Чередниченко 7, Игонин 6, Нестеров 6 Передачи Игонин 3                                |
| 06.04.11 | В гостях         | Иркут                 | 20 : 0                                |                             | |
| 07.04.11 | В гостях         | Иркут                 | 20 : 0                                |                             | |
| 23.04.11 | Дома             | Рязань                | 77 : 73 (23:12, 17:23, 19:22, 18:16)  | Ссылка (недоступная ссылка) | Очки Куземкин 23, Нестеров 19, Чередниченко 11 Подборы Нестеров 5, Чередниченко 5, Болотских 5, Новиков 5 Передачи Куземкин 8, Кирьянов 4 |
| 24.04.11 | Дома             | Рязань                | 68 : 72 (21:26, 15:17, 16:11, 16:18)  | Ссылка (недоступная ссылка) | Очки Куземкин 20, Нестеров 13 Подборы Нестеров 7, Чередниченко 5, Куземкин 5 Передачи Кирьянов 6                                          |

- указываются игроки Сибирьтелекома-Локомотива

### Движение команды по турам
| 8 |

| 7 |

| 9 |

| 10 |

| 11 |

| 11 |

| 11 |

| 10 |

| 10 |

| 11 |

| 11 |

| 11 |

| 10 |

| 10 |

| 10 |

| 10 |

| 10 |

| 10 |

| 10 |

| 10 |

| 9 |

| 9 |

| Премьер-лига | Место в таблице |

| Премьер-лига | Место в таблице |

### Турнирная таблица
| Место | Команда                             | Игры | Поб | Пор | Забито | Пропущено | Очки |
| ----- | ----------------------------------- | ---- | --- | --- | ------ | --------- | ---- |
| 1.    | Университет-Югра Сургут             | 40   | 31  | 9   | 3146   | 2709      | 71   |
| 2.    | Спартак-Приморье Владивосток        | 40   | 30  | 10  | 3164   | 2726      | 70   |
| 3.    | Рускон-Мордовия Саранск             | 40   | 30  | 10  | 3128   | 2765      | 70   |
| 4.    | Урал Екатеринбург                   | 40   | 28  | 12  | 3153   | 2792      | 68   |
| 5.    | Северсталь Череповец                | 40   | 26  | 14  | 3047   | 2884      | 66   |
| 6.    | ТЕМП-СУМЗ Ревда                     | 40   | 19  | 21  | 3047   | 3067      | 59   |
| 7.    | Металлург-Университет Магнитогорск  | 40   | 17  | 23  | 3091   | 3176      | 57   |
| 8.    | Рязань                              | 40   | 15  | 25  | 2908   | 3101      | 55   |
| 9.    | Сибирьтелеком-Локомотив Новосибирск | 40   | 9   | 31  | 2689   | 3117      | 49   |
| 10.   | Союз Заречный                       | 40   | 7   | 33  | 2829   | 3401      | 47   |
| 11.   | Иркут Иркутск                       | 40   | 8   | 32  | 2099   | 2563      | 38   |

## Кубок России

### 1/16 финала
Первый матч
| 30 октября 2010 17:00 MSK | Отчёт | 'Металлург-Университет'    | 78 : 59  | Сибирьтелеком-Локомотив             | ЛДС имени Ромазана Магнитогорск Зрителей: 1200 |
| 30 октября 2010 17:00 MSK | Отчёт | 21:19, 15:15, 21:10, 21:15 |          |                                     | ЛДС имени Ромазана Магнитогорск Зрителей: 1200 |
| 30 октября 2010 17:00 MSK | Отчёт | Куринной 19                | Очки     | Кирьянов 11, Нестеров 10, Алтунин 9 | ЛДС имени Ромазана Магнитогорск Зрителей: 1200 |
| 30 октября 2010 17:00 MSK | Отчёт | Ферябников 13              | Подборы  | Бойко 6                             | ЛДС имени Ромазана Магнитогорск Зрителей: 1200 |
| 30 октября 2010 17:00 MSK | Отчёт | Манихин 8                  | Передачи | Кирьянов 4                          | ЛДС имени Ромазана Магнитогорск Зрителей: 1200 |

Ответный матч
| 27 ноября 2010 14:00 MSK | Отчёт | Сибирьтелеком-Локомотив             | 83 : 71  | 'Металлург-Университет'  | СКК "Север" Новосибирск |
| 27 ноября 2010 14:00 MSK | Отчёт | 26:10, 11:22, 23:23, 23:16          |          |                          | СКК "Север" Новосибирск |
| 27 ноября 2010 14:00 MSK | Отчёт | Нестеров 17, Жуков 17, Ключников 15 | Очки     | Лунев 14, Горячев 14     | СКК "Север" Новосибирск |
| 27 ноября 2010 14:00 MSK | Отчёт | Кирдячкин 12, Кирьянов 5            | Подборы  | Манихин 9                | СКК "Север" Новосибирск |
| 27 ноября 2010 14:00 MSK | Отчёт | Ключников 4, Куземкин 4             | Передачи | Горячев 2, Кохельников 2 | СКК "Север" Новосибирск |

## Состав с начала сезона
| №  | Имя                     | Поз     | И  | Оч           | 2-х              | 3-х              | Шт. Б           | Перед     | Подб      | Примечание    |
| -- | ----------------------- | ------- | -- | ------------ | ---------------- | ---------------- | --------------- | --------- | --------- | ------------- |
| 4  | Илья Игонин             | Защит   | 31 | 161 (5,2)    | 44/90 (48,9 %)   | 20/68 (29,4 %)   | 13/20 (65 %)    | 24 (0,8)  | 96 (3,1)  |               |
| 7  | Иван Швалов             | Защит   | 20 | 43 (2,2)     | 13/31 (41,9 %)   | 5/27 (18,5 %)    | 2/5 (40 %)      | 5 (0,2)   | 25 (1,2)  |               |
| 9  | Игорь Новиков           | Защит   | 31 | 59 (1,9)     | 8/26 (30,8 %)    | 12/39 (30,8 %)   | 7/13 (53,8 %)   | 30 (1)    | 53 (1,7)  |               |
| 11 | Дмитрий Плисов          | Защит   | 32 | 67 (2,1)     | 6/36 (16,7 %)    | 17/63 (27 %)     | 4/7 (57,1 %)    | 18 (0,6)  | 43 (1,3)  |               |
| 14 | Фёдор Ключников         | Защит   | 29 | 470 (16,2)   | 73/173 (42,2 %)  | 78/268 (29,1 %)  | 90/113 (79,6 %) | 135 (4,7) | 86 (3)    |               |
| 17 | Михаил Бойко            | Защит   | 5  | 9 (1,8)      | 0/2              | 3/6              | 0               | 1         | 4         |               |
| 20 | Максим Кирьянов         | Защит   | 37 | 111 (3)      | 31/85 (36,5 %)   | 5/37 (13,5 %)    | 34/70 (48,6 %)  | 72 (1,9)  | 98 (2,6)  |               |
| 24 | Андрей Куземкин         | Защит   | 38 | 643 (16,9)   | 105/232 (45,3 %) | 114/323 (35,3 %) | 91/122 (74,6 %) | 142 (3,7) | 201 (5,3) |               |
| 45 | Антон Кравченко         | Защит   | 3  | 2            | 1/1              | 0                | 0               | 1         | 3         |               |
| 15 | Константин Чередниченко | Центр   | 12 | 43 (3,6)     | 17/31 (54,8 %)   | 0/1 (0 %)        | 9/13 (69,2 %)   | 4 (0,3)   | 37 (3,1)  |               |
| 18 | Артём Алтунин           | Центр   | 33 | 122 (3,7)    | 43/78 (55,1 %)   | 3/8 (37,5 %)     | 27/52 (51,9 %)  | 8 (0,2)   | 89 (2,7)  |               |
| 51 | Сергей Болотских        | Центр   | 34 | 204 (6)      | 86/188 (45,7 %)  | 0                | 32/50 (64 %)    | 7 (0,2)   | 154 (4,5) |               |
| 21 | Дмитрий Нестеров        | Форвард | 34 | 301 (8,9)    | 62/159 (39 %)    | 49/156 (31,4 %)  | 30/36 (83,3 %)  | 41 (1,2)  | 148 (4,4) |               |
| 47 | Андрей Кирдячкин        | Форвард | 10 | 167 (16,7 %) | 53 (51,5 %)      | 8 (40 %)         | 37 (71,2 %)     | 14 (1,4)  | 57 (5,7)  | убыл 12.01.11 |
| 88 | Евгений Жуков           | Форвард | 35 | 247 (7,1)    | 59/130 (45,4 %)  | 24/93 (25,8 %)   | 57/75 (76 %)    | 24 (0,7)  | 179 (5,1) |               |

Президент клуба — Юрий Васильев
Директор клуба — Сергей Бабков
Главный тренер — Сергей Казаржевский
Тренеры — Александр Брызгалов, Владимир Певнев.

## Хронология событий
- 26 июня 2010 г. акционеры Ростелекома приняли решение о реорганизации ОАО «Ростелеком» в форме присоединения к нему открытых акционерных обществ в том числе и ОАО «Сибирьтелеком».[2] В результате чего клуб лишился своего главного спонсора, который покрывал 50-60 процентов бюджета.
- август 2010 г. Клуб прошёл лицензирование под старым именем, сохранив первоначальную аббревиатуру «Сибирьтелеком». Также пришлось отказаться от традиционного сбора в Хорватии, подготовка к сезону команда проходила в Новосибирске и участвовала только в российских турнирах.[3]

Президент клуба Юрий Васильев

Мы реально ужимаемся во всем, живём на воде с хлебом, а о колбасе с маслом только мечтаем. Где раньше на самолёте летали, теперь стараемся на собачьих упряжках да на лошадях добраться

- 26 сентября 2010 г.  На предсезонной пресс-конференции баскетбольного клуба «Сибирьтелеком-Локомотив» руководство клуба и тренерского штаба рассказали журналистам о планах на будущее[4].

Президент клуба Юрий Васильев 

Задача на этот сезон — выжить! Основная проблема в том, что компания «Сибирьтелеком» находится в процессе реорганизации. Но, мы продолжаем переговоры, обсуждаем цифры. В начале сентября мы встречались, ещё перед его назначением на новую должность, с губернатором области Виктором Толоконским. Мы обсуждали ситуацию с нашим бюджетом. И было принято решение о его сокращении чуть ли не в 2 раза. Как следствие, мы были вынуждены распустить состав и сократить многие наши статьи расходов.

Главный тренер — Сергей Казаржевский 

Мы вернулись на 40 лет назад, и команда создаётся с нуля. Игроки основного состава разъехались по другим кубам. Осталось 4 молодых баскетболиста из основы, остальные из молодёжной команды НГУ. Это своего рода эксперимент. Мы взяли молодых игроков, и будет очень интересно посмотреть, кто себя проявит, кто будет давать результат. В первой половине чемпионата пока не пройдёт адаптация к новым условиям, результата от нас ждать будет трудно. Поэтому обращаясь к болельщикам, прошу снисхождения и как писали в позапрошлом веке в тавернах запада Америки: Просьба не стрелять, играем, как можем!

- 09 ноября 2010 г. болельщики баскетбольной команды направили открытое письмо Президенту Российской Федерации Дмитрию Анатольевичу Медведеву, где они просят оказать содействие в поисках путей финансового укрепления баскетбольного клуба.[5]
- 10 декабря 2010 г. клуб отправил в РФБ письмо, что в связи с отсутствием финансирования, домашние игры, назначенные на 21-22 и 25-26 декабря могут не состояться.
- 15 декабря 2010 г. На пресс-конференции баскетбольного клуба «Сибирьтелеком-Локомотив» руководство клуба рассказывали журналистам о плачевном состоянии дел в клубе сегодня.[6]

Президент клуба Юрий Васильев 

И у меня нет никакой возможности повлиять на других коммерсантов, чтобы они каким-то образом платили деньги. Как факт, последние 2 месяца мы существуем только за счёт заёмных средств. Задание каждому работнику клуба — принести хоть сколько. Конечно, под мою гарантию. Клуб 6 месяцев не получал заработанной платы, неважно игрок это или административный состав.

Заместитель руководителя департамента физической культуры и спорта Новосибирской области Александр Веселов 

Ежегодно распоряжением губернатора области утверждается финансирование команд мастеров. Пять команд: по хоккею, женскому и мужскому баскетболу, мини-футболу и хоккею с мячом в 2010 году получили 130 млн рублей. На следующий год эта сумма будет увеличена до 180 млн, в 2012 год — до 200 млн рублей. Та доля, которая была выделена губернатором на баскетбол в 2010 году, выплачена, но для команды этой суммы все равно не хватит. Нужно находить выход, заполнять нишу, оставленную после «Сибирьтелекома». А это 60 процентов бюджета команды. Одна из неудачных попыток была связана с банками, которые находятся на территории Новосибирской области. Но, мы будем искать спонсоров дальше.

Главный тренер команды Сергей Казаржевский 

Спорт в России дотационный. Спортивные команды — не исключение. Но за каждой спортивной командой стоит знаковая фигура. Мы знаем, кто стоит за хоккеем, кто за вторым хоккеем, кто за футболом, волейболом и пока такой фигуры не будет стоять за мужским баскетболом, доиграем мы этот чемпионат или нет, участь у нас будет незавидная.

- 17 декабря 2010 г. После обращения к представителям средств массовой информации в клуб поступили денежные средства на проведение четырёх игр от различных организаций. Большая часть выплат была осуществлена общественным фондом «Карелин-фонд». Решение о дальнейшем участии новосибирского клуба в чемпионате России отодвигается на январь 2011 года.
- 12 января 2011 г. Андрей Кирдячкин подписал контракт с БК Нижний Новгород.
- 24 апреля 2011 г. «Сибирьтелеком-Локомотив» завершил сезон, не попав в стадию плей-офф. Итоговый результат в Суперлиге чемпионата России сезона 2010/11 — 9-е место